# اینگون ولتزین
اینگون ولتزین (نروژی: Ingunn Hultgreen Weltzien؛ زادهٔ ۱۹ مهٔ ۱۹۸۶) اسکی‌باز صحرانوردی اهل نروژ است.